# Martine Denoyelle
Martine Denoyelle (geb. vor 1984) ist eine französische Klassische Archäologin mit der Spezialisierung auf die antike Keramik.
Martine Denoyelle wurde 1984 Konservatorin und war von 1986 bis 2008 Leiterin der Abteilung für griechische Keramik des Pariser Louvres. Sie war an mehreren bedeutenden Ausstellungen beteiligt, kuratierte etwa 1990 die Ausstellung Euphronios, peintre à Athènes au VIe siècle avant J.-C. (Euphronios. Maler in Athen im sechsten Jahrhundert v. Chr.) und 2007 in Verbindung mit dem High Museum of Art in Atlanta die Ausstellung The Eye of Josephine, in der die Antikensammlung von Kaiserin Joséphine gezeigt wurde. 1995 bis 1998 ordnete sie die Räume der Campana-Sammlung des Louvres neu. Seit 2008 ist sie wissenschaftliche Beraterin für antike Kunstgeschichte und Geschichte der Archäologie am Institut national d’histoire de l’art (INHA) in Paris. 2011/12 war Denoyelle Getty Scholar.
Denoyelle forscht zur proto-italischen Keramik, zu Stilgeschichte und Ikonografie sowie zur Geschichte der Antikensammlungen. Ihr besonderer Schwerpunkt liegt aber auf der Erforschung der rotfigurigen Vasenmalerei. Sie gehört zum Bearbeitergremium des Corpus Vasorum Antiquorum Frankreich und ist Mitarbeiter der Groupe de recherche européen sur la céramique italiote (GRECI). 2004 startete sie das Programm Geschichte der griechischen Vasen, in dem eine Datenbank von antiken Vasen erstellt werden soll, die zwischen 1700 und 1850 bekannt wurden.

## Veröffentlichungen (Auswahl)
- Euphronios. Vasenmaler und Töpfer. Pädagogischer Dienst der Staatlichen Museen Preussischer Kulturbesitz, Berlin 1991, ISBN 3-88609-235-6.
- Le cratère des Niobides. Réunion des Musées Nationaux, Paris 1997, ISBN 2-7118-3622-3.
- Corpus Vasorum Antiquorum. France 38. Musée du Louvre 25. Paris 1998.
- mit Mario Iozzo: La céramique grecque d’Italie Méridionale et de Sicile. Productions coloniales et apparentées du VIIIe au IIIe siècle av. J.-C. Picard éd., Paris 2010.
- mit Enzo Lippolis, M. Mazzei, Claude Pouzadoux (Hrsg.): La céramique apulienne. Bilan et perspectives. Actes de la table ronde (Naples, Centre Jean Bérard, 30 novembre - 2 décembre 2000). Boccard-Bretschneider-D’Auria-Habelt-Edipuglia, Paris-Rom-Neapel-Bonn-Bari 2005. ISBN 3-7749-3376-6; ISBN 2-903189-81-1.